# Чурсанов, Иван Михайлович
Ива́н Миха́йлович Чурса́нов (17 февраля 1913 — 3 февраля 1945) — командир роты автоматчиков 172-го гвардейского стрелкового полка, гвардии капитан. Герой Советского Союза (1945).

## Биография
Иван Михайлович Чурсанов родился 17 февраля 1913 года в селе Гремячье (ныне Хохольского района Воронежской области) в крестьянской семье. Русский. Образование среднее. Работал в колхозе.
В РККА с 1940 года. Призван Ворошиловским РВК города Воронежа. Окончил курсы младших лейтенантов. На фронте в Великую Отечественную войну с июня 1941 года. Командир роты автоматчиков 172-го гвардейского стрелкового полка (57-я гвардейская стрелковая дивизия, 8-я гвардейская армия, 1-й Белорусский фронт) гвардии капитан И. М. Чурсанов возглавил авангард полка, захвативший 2 февраля 1945 года населённый пункт Чернов и уничтоживший вражеский гарнизон. 3 февраля 1945 года разведывательный отряд под командованием Чурсанова первым переправился через реку Одер, в районе населённого пункта Геритц (ныне — Гужица, Польша) и захватил плацдарм на левый берегу, участвовал в отражении 8 контратак противника. Гвардии капитан Чурсанов Иван Михайлович погиб в том бою.
Звание Героя Советского Союза присвоено 24 марта 1945 года посмертно. Похоронен в населённом пункте Райтвайн (близ Франкфурта-на-Одере), Германия.

## Награды
- Герой Советского Союза (посмертно)[1]:
  - орден Ленина,
  - медаль «Золотая Звезда»;
- орден Отечественной войны II степени[2];
- орден Красной Звезды[3];
- медаль «За боевые заслуги»[4];
- другие медали.

## Память
- Бюст в селе Гремячье Воронежской области[5].
- Имя И. М. Чурсанова носит улица в селе Гремячье Воронежской области.